# Štěpán Tesařík
Štěpán Tesařík (* 6. Juli 1978 in Prag, Tschechoslowakei) ist ein ehemaliger tschechischer Leichtathlet, der im Sprint und Hürdenlauf an den Start ging und sich auf die 400-Meter-Distanz spezialisiert hat. 2000 wurde er mit der tschechischen 4-mal-400-Meter-Staffel in Gent Halleneuropameister und feierte damit seinen größten sportlichen Erfolg.

## Sportliche Laufbahn
Erste internationale Erfahrungen sammelte Štěpán Tesařík vermutlich im Jahr 1997, als er bei den Junioreneuropameisterschaften in Ljubljana mit 53,14 s in der ersten Runde im 400-Meter-Hürdenlauf ausschied und mit der tschechischen 4-mal-400-Meter-Staffel in 3:16,12 min den siebten Platz belegte. 2000 gewann er mit der Staffel bei den Halleneuropameisterschaften in Gent in 3:06,10 min gemeinsam mit Jiří Mužík, Jan Poděbradský und Karel Bláha die Goldmedaille und im Jahr darauf schied er bei den Weltmeisterschaften im kanadischen Edmonton mit 50,30 s in der ersten Runde über 400 m Hürden aus und kam mit der Staffel mit 3:04,27 min nicht über den Vorlauf hinaus. Anschließend schied er bei der Sommer-Universiade in Peking mit 49,87 s im Halbfinale im Hürdenlauf aus. 2002 belegte er bei den Europameisterschaften in München in 49,41 s den sechsten Platz und gelangte mit der Staffel mit 3:03,82 min auf Rang vier. Anschließend gewann er bei den Militär-Weltmeisterschaften in Tivoli in dem Italiener Fabrizio Mori und Ruslan Maschtschenko aus Russland. Im Jahr darauf schied er bei den Weltmeisterschaften nahe Paris mit 49,23 s im Halbfinale aus und 2004 schied er bei den Olympischen Sommerspielen in Athen mit 49,87 s ebenfalls im Semifinale aus. 2007 beendete er dann seine aktive sportliche Karriere im Alter von 29 Jahren.
In den Jahren 1998 und 2003 wurde Tesařík tschechischer Meister im 400-Meter-Hürdenlauf sowie 1998 und 2000 sowie 2001 und 2003 in der 4-mal-400-Meter-Staffel. Zudem wurde er 1999 Hallenmeister im 400-Meter-Lauf sowie 2001 in der 4-mal-200-Meter-Staffel. 

## Persönliche Bestzeiten
- 400 Meter: 46,72 s, 22. Juli 2000 in Budapest
  - 400 Meter (Halle): 47,00 s, 18. Februar 2001 in Prag
- 400 m Hürden: 49,09 s, 10. August 2003 in Szombathely